# Wimbledon (Metropolitano de Londres)

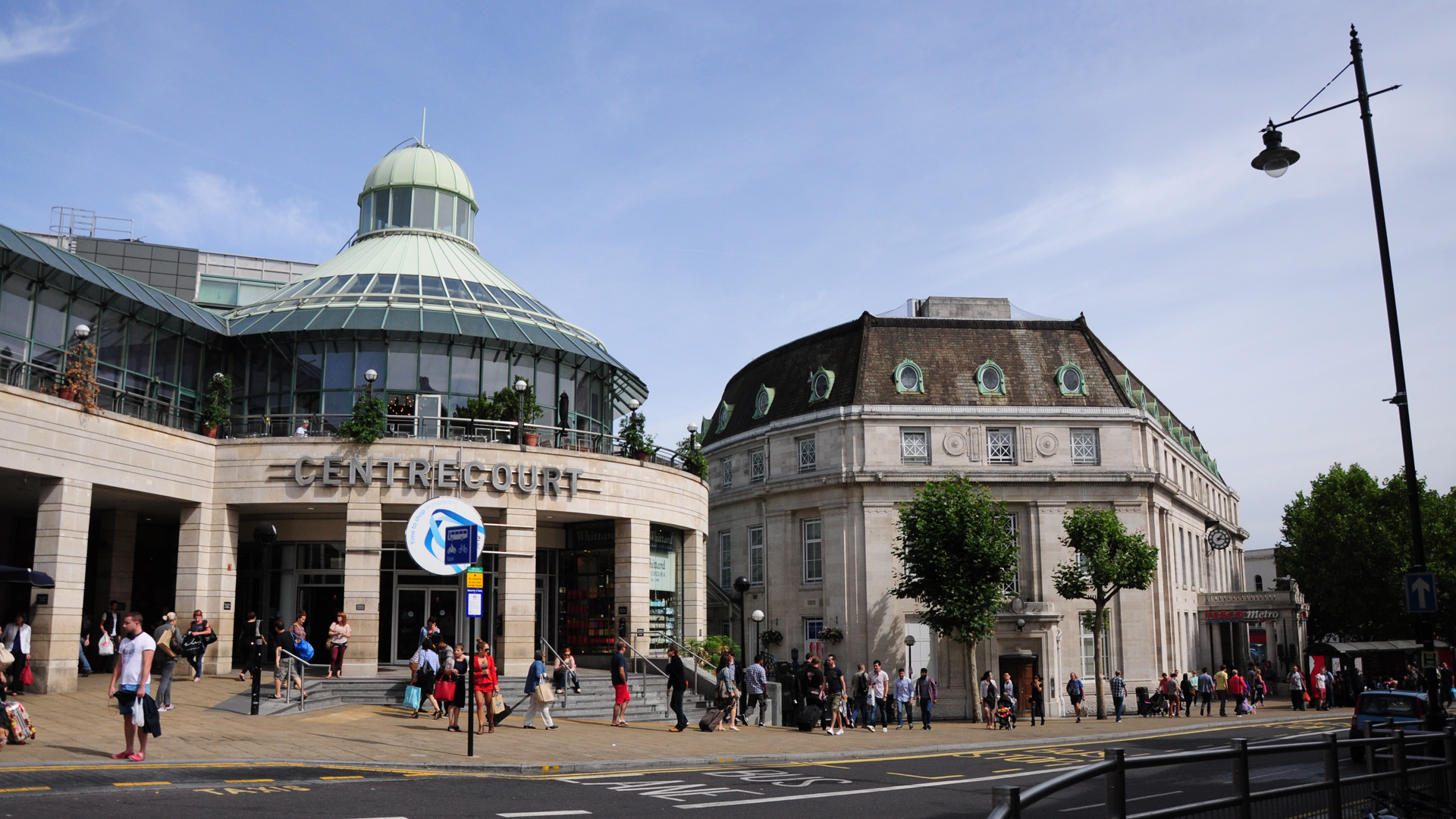
Acesso a estação (edifício da esquerda).

Wimbledon é uma estação ferroviária e do Metropolitano de Londres. Fica localizada em Wimbledon no Sudoeste de Londres. É uma estação terminal da linha District e do Tramlink.

## História
A primeira estação ferroviária em Wimbledon foi inaugurada em 21 de maio de 1838, quando a London and South Western Railway (L&SWR) inaugurou sua linha de seu terminal em Nine Elms em Battersea para Woking. A estação original ficava ao sul da estação atual, no lado oposto da Ponte de Wimbledon.

## Localização
A estação está localizada a sudoeste do centro de Londres, no borough londrino de Merton. Situa-se na zona tarifária 3 do Travelcard e também serve como terminal para a linha District do Metrô de Londres e do bonde Tramlink. Em 2014, 15,30 milhões de passageiros do metrô usaram a estação, além de 19,527 milhões de passageiros ferroviários. A estação atende ao All England Lawn Tennis and Croquet Club local onde é realizado o Torneio de Wimbledon.